# Violeta Stephen
Violeta Celeste Stephen Vanterpool (* 21. November 1929 in San Pedro de Macorís) ist eine dominikanische Sängerin.

## Leben und Wirken
Stephan sang bereits im Alter von fünf Jahren in der anglikanischen Episkopalkirche ihrer Heimatstadt und erhielt dort ihre Ausbildung in Musiktheorie, Solfège und Klavier. Sie erlernte die englische Sprache und nahm Gesangsunterricht. Als Repräsentantin ihrer Stadt reiste sie zur VII Semana Aniversaria des Rundfunksenders La Voz Dominicana nach Santo Domingo. Ihre Interpretation von Agustín Laras berühmten Lied Granada brachte ihr ein Stipendium für ein Studium an der Academia de Canto des Senders.
Durch Rundfunksendungen und Auftritte in den Theatern der Hauptstadt wurde Stephen schnell bekannt und nahm 1952 an der ersten Fernsehsendung der Dominikanischen Republik teil. Bei der XIV. Semana Aniversaria von La Voz Dominicana 1956 sang sie in Pietro Mascagnis Oper Cavalleria rusticana neben Tony Curiel, Legia Monsanto, Luz Pichardo und Napoleón Dihmes auf. Von 1961 bis 1963 lebte sie in Italien, wo sie u. a. an verschiedenen Fernsehproduktionen mitwirkte. Danach kehrte sie in die Dominikanische Republik zurück und zog sich, von einzelnen Auftritten abgesehen, vom professionellen Gesang zurück.